# Czesław Wycech
Czesław Wycech [ˈt͡ʃɛswav ˈvɨt͡ɕɛx] (* 20. Juli 1899 in Wilczogęby bei Sadowne; † 26. Mai 1977 in Warschau) war ein polnischer Lehrer und Politiker der Bauernparteien (PSL „Wyzwolenie“, SL, ZSL). Er war in den Jahren 1957 bis 1971 Sejmmarschall und übte somit die Funktion des Parlamentspräsidenten am längsten von allen Trägern in der polnischen Geschichte aus.

## Leben
Wycech entstammte einer kinderreichen Bauernfamilie. 1918 absolvierte Wycech das Lehrerseminar in Ursynów (heute ein Stadtteil von Warschau) und belegte später Ausbildungskurse zum Ober- und Fachlehrer. Seit 1918 war er Mitglied in der gemäßigt linken Bauernpartei Polskie Stronnictwo Ludowe „Wyzwolenie“ (Befreiung) und seit 1931 in der Nachfolgepartei Stronnictwo Ludowe. 1937–1939 war er Vorstandsmitglied in der Lehrergewerkschaft Związek Nauczycielstwa Polskiego (Bund der Polnischen Lehrerschaft) und war kurzzeitig nach dem Zweiten Weltkrieg in 1945 deren Vorstandsvorsitzender. Während des Kriegs wirkte er in der Geheimen Lehrerorganisation, die den illegalen Unterricht in polnischer Sprache organisierte und war Mitglied der Regierungsvertretung im Lande, zuständig für das Bildungswesen.
1945 wurde Wycech in den Landesnationalrat (provisorisches Parlament) gewählt. Am 28. Juni 1945 wurde er als Vertreter der wiedergegründeten PSL zum Bildungsminister der von Edward Osóbka-Morawski geleiteten Regierung der Nationalen Einheit berufen und behielt diese Funktion bis zum 5. Februar 1947. Die unter seiner Aufsicht eingeführten Bildungskurse für Erwachsene beseitigten weitestgehend den Analphabetismus in Polen. Innerhalb der PSL entfachte 1945 der Kampf um Führung und Ausrichtung der Partei zwischen Wycech und Stanisław Mikołajczyk, der zunächst zur Aufspaltung der Wycechs prosowjetischen PSL „Lewica“ (Linksfraktion), bald zum Parteiausschuss und schließlich einhergehend mit der Stalinisierung Polens zur Ausbürgerung Mikołajczyks führte. 1947 wurde Wycech als Sejmabgeordneter gewählt und später fünfmal (1952, 1957, 1961, 1965, 1969) wiedergewählt. 1957 wurde er Sejmmarschall. In dieser Funktion verhielt er sich passiv und fügig gegenüber den Vertretern der sozialistischen PVAP. Am 13. Februar 1971 als Parlamentspräsident abgewählt, behielt er sein Abgeordnetenmandat bis 1972 und verzichtete aus Altersgründen auf erneute Kandidatur. Ebenfalls 1957 bis 1971 fungierte er als Vorsitzender der Gesellschaft für Polnisch-Sowjetische Freundschaft. 1962 bis 1971 war er Parteivorsitzender der ZSL.
Wycech veröffentlichte mehrere Bücher zur Geschichte der polnischen Bauernbewegung und Volksbildung.